# كابيك
كابيك هي قرية في مقاطعة سلماس، إيران. يقدر عدد سكانها بـ 475 نسمة بحسب إحصاء 2016.